# Шмалкалденска война
Шмалкалденската война (на немски: Schmalkaldischer Krieg) се води от 1546 до 1547 г. от император Карл V против Шмалкалденския съюз на протестантските князе и градове под ръководството на Курфюрство Саксония и Ландграфство Хесен. Императорът се стреми да разгроми протестантството в Свещената Римска империя и да засили императорската власт.
Войната се води в началото в Южна Германия и след това в територията на Саксония и Тюрингия.
На страната на император Карл V са крал Фердинанд I, ерцхерцог Максимилиан II, саксонският херцог Мориц, маркграф Йохан фон Бранденбург-Кюстрин, херцог Ерих II фон Брауншвайг, маркграф Албрехт II Алкибиадес фон Бранденбург-Кулмбах и испанският херцог на Алба Фернандо Алварес де Толедо.
След пленяването на саксонския курфюрст Йохан Фридрих и на ландграфа на Хесен Филип, главните представители на Шмалкалденския съюз, войната завършва успешно за императора. Шмалкалденският съюз, основан на 27 февруари 1531 г. в Шмалкалден в Тюрингия, се разпада след това поражение.